# Константінос Коцаріс
Константінос Коцаріс (грец. Κωνσταντίνος Κότσαρης, нар. 25 липня 1996, Афіни) — грецький футболіст, воротар клубу «Панатінаїкос».

## Клубна кар'єра
Народився 25 липня 1996 року в місті Афіни. Вихованець футбольної школи клубу «Панатінаїкос».Дебютував у складі першої команди 8 січня 2015 року в матчі Кубка Греції проти «Ханії» (2:2). 
Щоб отримати ігрову практику, Коцаріс у 2016 році був відданий в оренду до кіпрської «Омонії», але через травму плеча, яку він отримав на тренуванні, та подальшу операцію, Коцаріс вибув на весь сезон і так і не дебютував у складі кіпріотів. Влітку 2017 року він повернувся до «Панатінаїкоса», де став третім воротарем, тому наступного сезону не зіграв жодної гри. 11 листопада 2018 року в гостьовому матчі проти «Олімпіакоса» (1:1) Коцаріс замінив основного воротаря першого складу Сократіса Діудіса, який отримав травму, таким чином дебютувавши у Суперлізі. Загалом того сезону він зіграв 5 матчів чемпіонату і 2 гри кубку за рідний клуб.
У наступному сезоні 2019/20 Коцаріс не провів жодного матчу за «Панатінаїкос», після чого покинув його у статусі вільного агента, натомість 14 вересня 2020 року підписав контракт з клубом «Аполлон Смірніс». У новій команді воротар провів три роки, після чого по сезону захищав ворота інших грецьких клубів «Каллітея» та «Каламата».
21 липня 2025 року він повернувся до «Панатінаїкоса» на позицію запасного воротаря.

## Виступи за збірні
2012 року дебютував у складі юнацької збірної Греції (U-17), загалом на юнацькому рівні взяв участь у 14 іграх, пропустивши 12 голів.
Протягом 2017—2018 років залучався до складу молодіжної збірної Греції. На молодіжному рівні зіграв у 15 офіційних матчах, пропустив 8 голів.